# Amt Sittichenbach

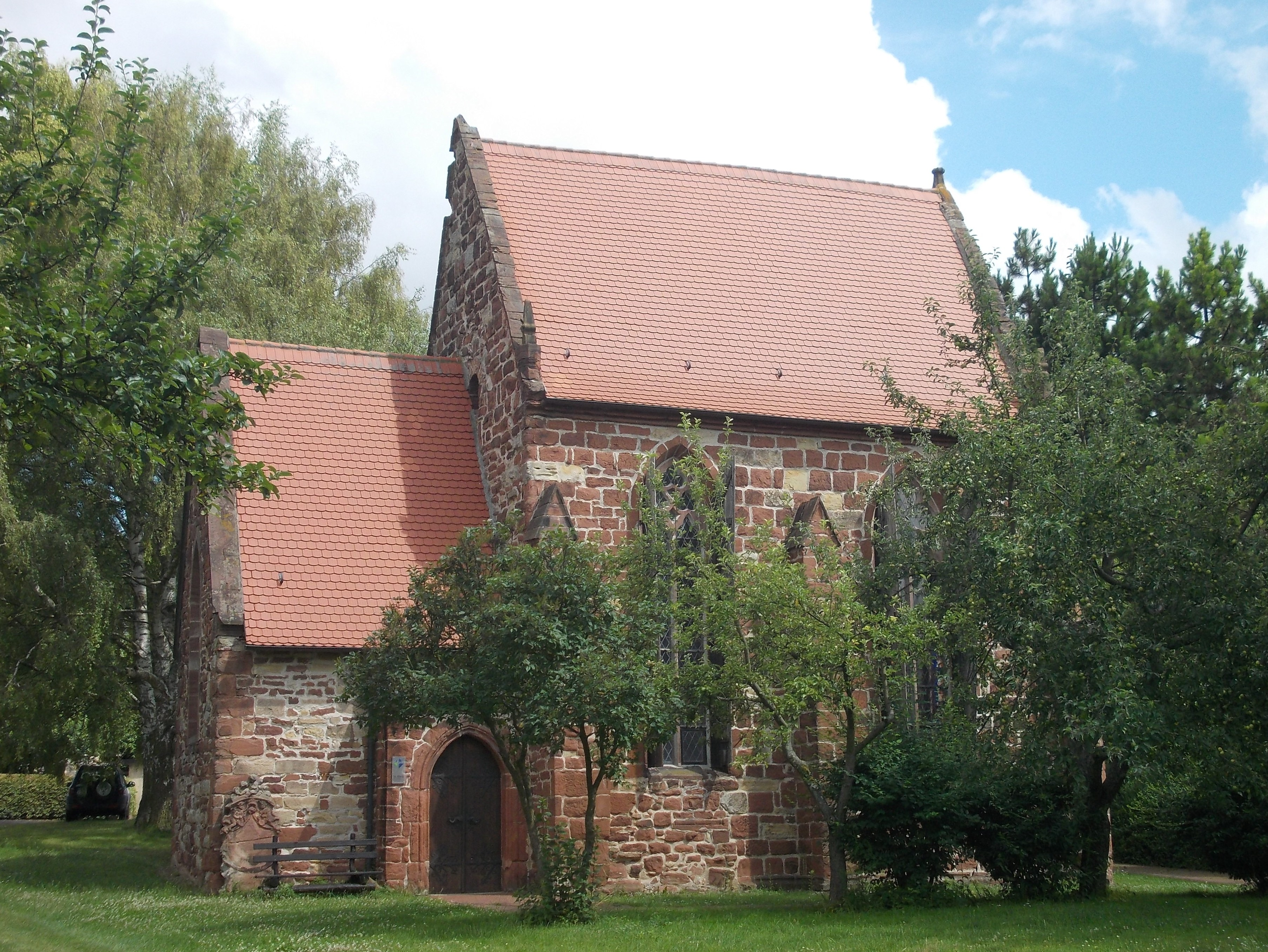
Reste der früheren Klosters Sittichenbach

Das Amt Sittichenbach (in früher Zeit auch kurz Sichem) war eine im Thüringer Kreis gelegene, relativ kleine Verwaltungseinheit des 1806 in ein Königreich umgewandelten Kurfürstentums Sachsen. Zwischen 1657 und 1746 gehörte das Amt zum albertinischen Sekundogenitur-Fürstentum Sachsen-Weißenfels.
Bis zur Abtretung an Preußen 1815 bildete es als sächsisches Amt den räumlichen Bezugspunkt für die Einforderung landesherrlicher Abgaben und Frondienste, für Polizei, Rechtsprechung und Heeresfolge.

## Geographische Lage
Das Amt Sittichenbach erstreckte sich im Norden des Thüringer Beckens. Hauptsitz des Amtes war das 1141 gegründete und durch die Reformation 1540 säkularisierte frühere Zisterzienserkloster Sittichenbach.

## Geschichte
Das nach der Reformation im Jahre 1540 säkularisierte Zisterzienserkloster Sittichenbach fiel an die Grafen von Mansfeld und wurde von diesen aufgrund enormer Schulden 1612 an die Kurfürsten von Sachsen abgetreten. 
Von 1657 bis 1746 gehörte das Amt Sittichenbach zum albertinischen Sekundogenitur-Fürstentum Sachsen-Weißenfels, wobei es ab 1686 hinsichtlich der Wirtschaft und Justiz dem Fürstentum Sachsen-Querfurt unterstand.
Das Amt Sittichenbach gehörte zu jenen Gebieten, die das ab 1806 bestehende Königreich Sachsen nach dem Wiener Kongress 1815
komplett an das Königreich Preußen abtreten musste. In der so entstandenen preußischen Provinz Sachsen wurde das Amt Sittichenbach (untergliedert in Rent- und Justizamt) endgültig 1821 aufgelöst, wobei das Justizamt bereits zuvor vom Amtmann des Amtes Querfurt mitverwaltet worden war. Die Aufgaben des Amtes Sittichenbach gingen an das neugebildete Landratsamt Querfurt.

## Bestandteile
- Großosterhausen
- Kleinosterhausen
- Rothenschirmbach
- Sittichenbach

## Amtleute
- Abraham Uswald († 1592), Amtsverwalter von 1579 bis 1580
- Paul Benjamin Erfurth (1652–1736)[2]
- Lorenz Treckel, Amtmann (ab 1717)
- Gustav Friedrich Gebser, Amtmann von 1752 bis 1766
- Johann Friedrich Kost, Amtmann

## Kartographische Darstellungen
- Peter Schenk der Jüngere: Accurate geographische Delineation der Graffschafft Mannsfelt sowohl chur sächsisch: als brandenb. Hoheit benebst denen Aemtern Sangerhausen, Querfurth, Sittichenbach, Allstædt und andern angrentzenden Gegenden, 1760